# Chant III de l'Énéide

Carte du voyage d’Énée.

Le Chant III de l‘Énéide est la partie des voyages d’Énée qui raconte à Didon son voyage de Troie à Carthage.

## LaThrace
Après s’être ralliés au pied du Mont Ida, Énée et ses compagnons quittent la Troade par le port d'Antandros, ville au fond du golfe d'Adramyttion, en Mysie.
Ils accostent en Thrace. Là, ils fondent une ville dont ils nomment les habitants Énéades ; pendant la préparation d'offrandes dédiées à Jupiter et Vénus, il entend la voix de Polydore, le plus jeune fils de Priam : C’est d’un cornouiller au-dessus du tombeau de Polydore qu’il arrache le bois, et Polydore le prie d'arrêter. 
« Fuyant cette terre criminelle », les navires troyens se rendent au sanctuaire de Délos, où le roi de l’île, Anios, prêtre d’Apollon, ami d'Anchise, donne l'hospitalité à Énée et à ses hommes fuyant,. Énée consulte l’oracle d’Apollon, afin de savoir où fonder une nouvelle cité. L'oracle lui répond qu’il doit se rendre sur la terre ancestrale des Troyens, et rappelle la prophétie de Créuse au chant précédent. L’oracle du dieu parle par l’intermédiaire d’Anchise, qui rappelle à Énée que le premier roi de Troade, Teucros, est originaire de l’île de Crète. Énée décide de s’y rendre, et y entame la fondation d'une nouvelle cité, Pergamée, lorsqu'une épidémie de peste frappe les Troyens. Les Pénates apparaissent alors à Énée pour lui révéler son erreur : Teucros régnait sur la Troade avant la fondation de Troie : le premier roi de Troie était Dardanos, son gendre originaire d'Italie ; Énée et ses compagnons font voile vers l’Italie.

## L'escale desîles Strophades
Lors d’une escale imprévue aux îles Strophades, après trois jours de navigation au hasard de vents dont le pilote de la flotte, Palinure, se méfiait, l’équipage accoste au bout du quatrième jour. Affamé, l’équipage capture un troupeau dont ils font un banquet après s’être soumis à leurs obligations religieuses. Les troyens sont alors attaqués par les Harpies, divinités de la vengeance divine puis Énée rencontre Celaeno, ambassadrice des Harpies, qui lui prédit que les Troyens n'atteindront leur nouvelle patrie que lorsque la faim les obligera à « manger leurs tables »,. Finalement en route vers la Grèce, évitant les Îles Échinades au souvenir amer qu’il a d'Ulysse, l'abordage du groupe se fait sur les côtes d’Épire.

## L’Épire
Arrivés en Épire par le port de Buthrote en territoire chaonien, Énée et ses hommes rencontrent Hélénus, devenu roi du pays et époux en secondes noces d'Andromaque, veuve d’Hector. Ils racontent à Énée ce qui leur était arrivé à la suite de la chute de Troie : Hélénus a été emmené par Néoptolème, captif de guerre à la suite de la chute de Troie. Pyrrhus, après avoir épousé Andromaque, l’a délaissée pour Hermione, l’amante d’Oreste. Oreste a tué Néoptolème pour pouvoir s’emparer d’elle, et Hélénus lui a succédé sur le trône.
Lorsqu’Énée et ses compagnons décident de quitter Hélénus, il leur conseille par un oracle d'Apollon, entre autres de contourner la Sicile au lieu de passer par Messine, afin d’éviter les monstres marins Charybde et Scylla. Énée leur promet d’établir des relations amicales entre le royaume d’Épire et la nouvelle ville qu'il fonderait. Dans l'oracle, Énée apprend également qu'il doit rendre visite à la Sibylle de Cumes et que c’est de Junon que vient la colère divine qui lui impose ses épreuves.
D’Épire, les Troyens, auxquels sont à présent mélangés des soldats du peuple d'Hélénus, offerts en plus de pilotes, barreurs, rameurs, armes et chevaux. Énée et Anchise sont réarmés, reprennent les routes des mers, et accostent en Italie par le port de Castro placé sous la protection de Minerve ; après les dévotions à la déesse, repartent en direction de la Sicile, évitent Scylla, puis Charybde de justesse, et arrivent près de l'île Sicilienne. 

## L’Italie
De nuit, ils  décident de mettre pied à terre ; après avoir accosté au pied de l'Etna en Sicile, et au petit matin suivant font la rencontre d'un Grec nommé Achéménide, qui se présente comme compagnon d’Ulysse oublié dans la caverne du cyclope Polyphème, : Il est fils d'Adamaste, et originaire d'Ithaque. Énée le voit arriver à lui, très affaibli, apeuré, suppliant de lui laisser la vie sauve et de lui accorder de fuir avec eux, ou de le faire mourir. Anchise le calme, l'apaise, et Achéménide leur raconte son histoire depuis que Polyphème a dévoré plusieurs Grecs, et qu’Ulysse lui a percé son unique œil :

Il accompagnait Ulysse lors du retour de Troie, mais fut oublié par le héros lors du départ précipité de la terre des Cyclopes. Il se cacha ensuite et survécut en vivant de baies et de racines. Achéménide les supplie de quitter l’île au plus vite, lorsqu’Énée et ses compagnons aperçoivent Polyphème, qui vient baigner son œil crevé dans la mer. Énée et ses compagnons prennent la fuite, mais le cyclope s’en rend compte, et il alerte ses frères, qui poursuivent les Troyens.
Continuant leur trajet, les Troyens franchissent le cap sud de la Sicile, puis longent la côte ouest, décident de faire une escale à Drépane au pied du Mont Éryx, où meurt Anchise ; le chant et le récit du Chant III s'arrêtent là.